# Natan Brito
Natan Brito (Rio de Janeiro, 26 de janeiro de 1963 — Rio de Janeiro, 11 de agosto de 2025) foi um cantor, compositor, produtor musical e arranjador brasileiro, conhecido por ser o vocalista da Banda e Voz.
Sendo o principal vocalista do grupo, Natan destacou-se como produtor musical e músico convidado de diversos discos religiosos durante os anos 90, sendo um dos músicos mais ativos neste período. Gravou três discos solo pela gravadora Bompastor. Também era conhecido por ter um timbre vocal semelhante ao cantor Tim Maia.
Por décadas foi casado com a tecladista e vocalista da banda, Jolce Brito, que morreu de câncer em 2015.
Natan Brito marcou gerações como vocalista da Banda & Voz, sendo uma das vozes mais emblemáticas da música gospel brasileira nas décadas de 1980, 1990 e 2000. Com seu estilo inovador e descontraído, ele revolucionou o cenário musical cristão ao mesclar ritmos como soul, funk e black music com letras poéticas e profundas que exaltavam a fé.
Sua trajetória passou por importantes gravadoras como Pioneira Evangélica, Bompastor, Line Records, MK Music e Graça Music, onde suas composições se tornaram verdadeiros clássicos. Natan era conhecido por sua potência vocal, carisma e irreverência no palco, além de ser um talentoso compositor, intérprete, produtor musical e arranjador.
Ele foi o primeiro produtor da cantora Cristina Mel na gravadora Bompastor, no álbum “Tá Decidido”, e também atuou como arranjador nos álbuns “Para Sempre” e “Dê Carinho”, este último pela MK Music. Sua contribuição se estendeu a projetos de artistas como Carlinhos Félix, Rebanhão, Marina de Oliveira, Kades Singers, Marilene Vieira e, claro, Banda & Voz Jr., nos álbuns “Viajando” e “Alegria”.
A Banda & Voz, sob sua liderança, participou de Shows na famoso Canecão e em diversas edições do evento musical Canta Rio (1994, 1995, 1998 e 1999) e esteve presente em ações sociais como no Instituto Metodista Ana Gonzaga e no Lar Batista. Natan sempre fez questão de unir arte e serviço ao próximo.
Entre os sucessos eternizados por sua voz estão:
•                   “Jesus Virá”
•                   “O Domínio e o Poder”
•                   “De Todo Meu Coração”
•                   “Paraíso”
•                   “Deus Emanuel”
•                   “Amor por Amor”
•                   “Súplica”
•                   “Eu quero você”
•                   “Quem Pode, Pode”
Além disso, os álbuns Corinhos Inesquecíveis I e II trouxeram regravações marcantes e reuniram grandes nomes da música gospel como Alex Gonzaga, Bruna Karla, Cassiane, Eyshila, Fernanda Brum, Kleber Lucas, Kim, Jozyanne, Raquel Mello, Marina de Oliveira e Voices.
O álbum Nossa História foi a realização de um sonho: reunir os maiores sucessos da banda em um DVD comemorativo, que rendeu à Banda & Voz o reconhecimento com o Disco de Ouro.
Natan Brito chegou a ser carinhosamente apelidado de “Tim Maia da música gospel” por seu timbre vocal marcante e certa semelhança física. Sua luta contra a obesidade foi constante e, infelizmente, acabou refletindo em sua saúde.
Natan faleceu no dia 11 de agosto de 2025, aos 62 anos, deixando um legado de fé, arte e inspiração. Sua esposa, Jolce Brito, também integrante da Banda & Voz, faleceu em 2015, vítima de câncer. A partida de Natan gerou comoção entre artistas e admiradores, com homenagens emocionadas de nomes como Alex Gonzaga do Novo Som, Cristina Mel, Kim da Banda Catedral, Marquinhos Gomes e Carlinhos Félix.
Para o cristão, a morte não é o fim, mas o início de uma vida na eternidade. Natan Brito agora canta nos céus, mas sua voz continuará ecoando nos corações daqueles que foram tocados por sua música.

## Discografia
No Banda e Voz
Carreira solo
- 1991: Busca
- 1994: Com Alegria
- 1997: Fruto do Amor

Como produtor musical e/ou músico convidado
- 1985: Semeador - Rebanhão (vocal de apoio)
- 1990: Tá Decidido - Cristina Mel (produção musical e arranjos)
- 1991: Coisas da Vida - Carlinhos Felix (vocal de apoio)
- 1992: Pra Sempre - Cristina Mel (arranjador)
- 1994: Alô Garotada - Marilene Vieira (produtor musical)
- 1995: Momentos Vol.1 - Marina de Oliveira (produção musical e arranjos)
- 1995: Momentos Vol.2 - Marina de Oliveira (produção musical e arranjos)
- 1996: Natal Feliz - Kades Singers (vocal)
- 1997: Dê Carinho - Cristina Mel (arranjador)
- 1997: Special Edition - Marina de Oliveira (produção musical e arranjos)
- 1999: Coração Adorador - Marina de Oliveira (produção musical e arranjos)